# Ernesto Augusto II di Hannover
Ernesto Augusto, Duca di York e Albany (in inglese: Ernest Augustus, Duke of York and Albany; in tedesco: Ernst August II. von Hannover; Osnabrück, 17 settembre 1674 – Osnabrück, 14 agosto 1728), era fratello minore di Giorgio I di Gran Bretagna. Ernesto Augusto fu un soldato e prestò servizio con una certa distinzione sotto l'imperatore Leopoldo I durante la guerra della Grande Alleanza e la guerra di successione spagnola. Nel 1715 divenne principe-vescovo di Osnabrück.

## Infanzia
Ernesto Augusto nacque il 17 settembre 1674. Era il sesto figlio maschio e settimo dei figli di Ernesto Augusto, elettore di Brunswick-Lüneburg e Sofia del Palatinato.
Il padre di Ernesto Augusto era principe-vescovo di Osnabrück, e i primi cinque anni della sua vita furono trascorsi a Osnabrück, fino a che suo padre diventò duca di Brunswick-Lüneburg e la famiglia si trasferì ad Hannover.
La sua educazione seguì l'usanza dell'epoca, secondo la quale i principi tedeschi dovevano recarsi presso le corti straniere per stabilire contatti e imparare come condurre relazioni diplomatiche. Nell'estate del suo ventesimo anno, visitò la corte francese di Versailles via Amsterdam. Mentre era lì, compì 20 anni e i due fratelli erano popolari con la famiglia reale francese.

## Carriera militare

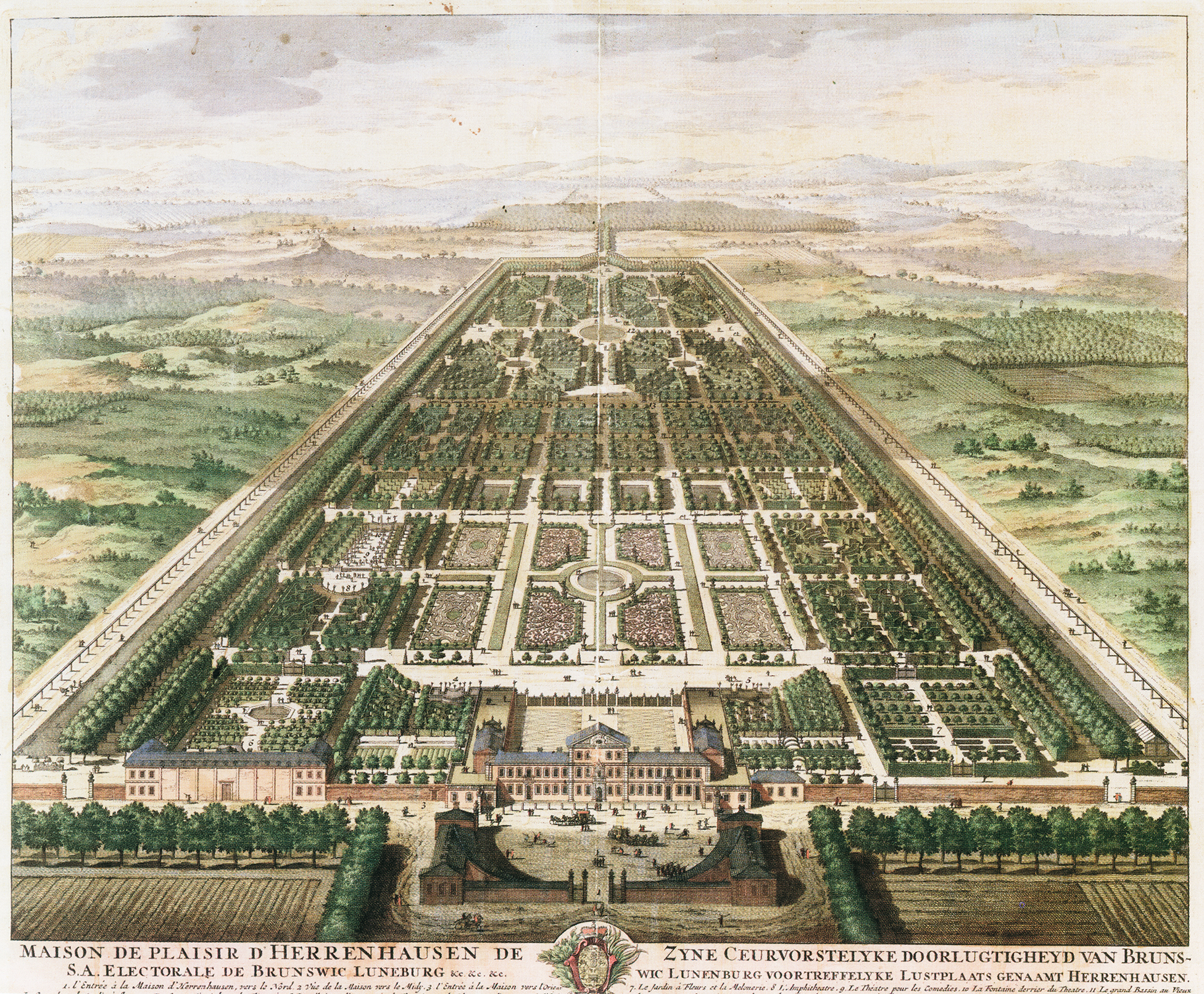
I giardini ed il castello di Herrenhausen, Hannover

Dopo essere stato in Francia, percorse il sentiero logoro per i giovani principi tedeschi di quell'epoca diventando un soldato. Gli interessi della sua famiglia erano in linea con quelli dell'imperatore Leopoldo I e così combatté contro la Francia nella guerra dei nove anni e fu presente alla battaglia di Neerwinden nel 1693. Continuò la sua carriera militare durante la guerra di successione spagnola e fu attivamente impegnato nell'Assedio di Lilla (1708).
Dopo la morte di suo padre, suo fratello maggiore Giorgio ereditò tutte le sue terre ed i suoi titoli, incluso l'elettorato. Suo padre, come parte delle condizioni che doveva adempiere per acquisire un elettorato, aveva adottato la primogenitura, diseredando così i figli minori. Al contrario dei suoi quattro fratelli maggiori, Ernesto Augusto non si oppose a questo cambiamento; di conseguenza andò d'accordo con suo fratello maggiore Giorgio, che si fidava di lui. Era un membro di spicco della corte di suo fratello ad Herrenhausen, ricevendo visitatori diplomatici e assumendo un ruolo attivo negli interessi culturali della corte. La sua influenza potrebbe aver contribuito a garantire la posizione di Kapellmeister per Handel a corte.

## Ruolo dinastico

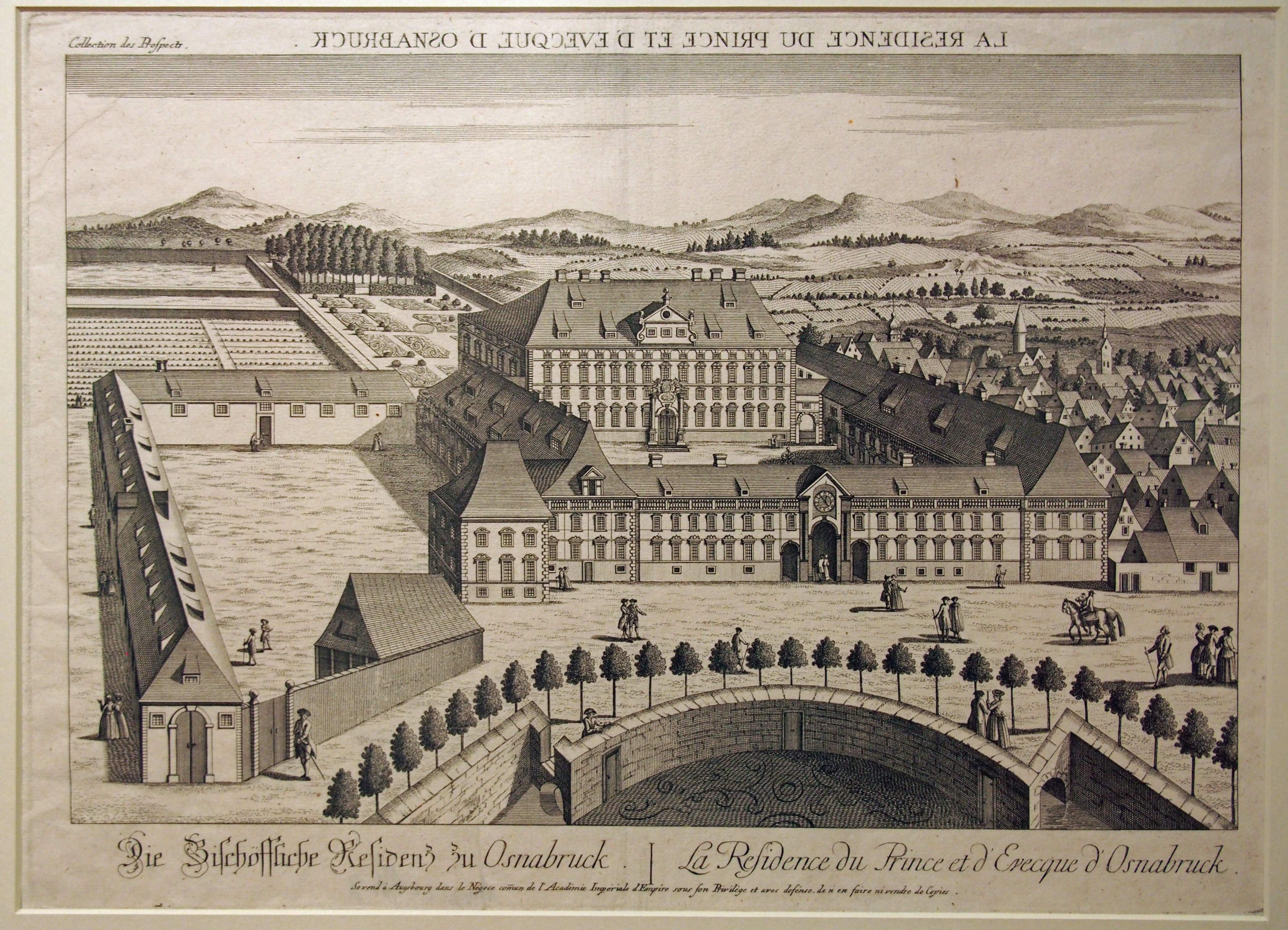
Il palazzo del vescovo a Osnabrück (dopo il 1777)

Con l'ascesa al trono britannico, Giorgio si trasferì a Londra ed Ernesto Augusto assunse il ruolo di capo della famiglia a Brunswick-Lüneburg. In questa veste, divenne reggente in tutto tranne che nel nome, e assunse il dovere di custodia per il nipote di sette anni di Giorgio, Federico Luigi, futuro principe di Galles e padre di Giorgio III del Regno Unito. Federico fu lasciato in Germania come mossa diplomatica, per rassicurare la popolazione e ogni ambizioso stato limitrofo del continuo impegno della famiglia nelle sue terre tedesche.
In seguito alla morte di Carlo Giuseppe di Lorena, nel 1715, in base ai termini della pace di Vestfalia, era il turno di un protestante diventare principe-vescovo di Osnabrück. Questa posizione di principe del Sacro Romano Impero e sovrano di un principato indipendente dovette alternarsi tra cattolici e luterani secondo il trattato. Di solito un membro del casato di Welfen ricopriva l'incarico quando era il turno dei protestanti. Poiché il fratello maggiore di Ernesto Augusto, Massimiliano Guglielmo era diventato cattolico, re Giorgio nominò Ernesto Augusto per essere eletto dal capitolo di Osnabrück. La posizione non era solo un onore, e quindi Ernesto Augusto dovette dividere il suo tempo tra il castello di Osnabrück e la corte di Herrenhausen.
Nel 1716, Ernesto Augusto visitò l'Inghilterra dove, il 29 giugno 1716, fu creato duca di York, Albany e conte di Ulster. Il 30 aprile 1718 (OS), fu creato cavaliere dell'Ordine della Giarrettiera insieme con il suo pronipote Federico.

## Morte
Dopo il suo soggiorno in Gran Bretagna, Ernesto Augusto ritornò alla sua vita precedente e continuò a dividere il suo tempo tra il castello di Osnabrück e la corte di Herrenhausen, mentre gestiva attivamente gli affari di entrambi gli stati. Morì a Osnabrück il 14 agosto 1728 (NS) e fu sepolto lì. Un anno prima anche suo fratello Giorgio era morto lì durante un viaggio.
Ritenuto omosessuale, Ernesto Augusto non si sposò. Alla sua morte, i suoi titoli nobiliari britannici e irlandesi si estinsero.

## Ascendenza
|                                       |                            |                                | Genitori                        |  |  | Nonni |  |  | Bisnonni                                   |  |  | Trisnonni                       |  |
|                                       |                            |                                |                                 |  |  |       |  |  | Guglielmo il Giovane di Brunswick-Lüneburg |  |  | Ernesto I di Brunswick-Lüneburg |  |
|                                       |                            |                                |                                 |  |  |       |  |  | Guglielmo il Giovane di Brunswick-Lüneburg |  |  | Ernesto I di Brunswick-Lüneburg |  |
|                                       |                            | Sofia di Meclemburgo-Schwerin  |                                 |  |  |       |  |  | Guglielmo il Giovane di Brunswick-Lüneburg |  |  |                                 |  |
| Giorgio di Brunswick-Lüneburg         |                            |                                |                                 |  |  |       |  |  | Guglielmo il Giovane di Brunswick-Lüneburg |  |  |                                 |  |
|                                       |                            | Dorothea di Danimarca          | Cristiano III di Danimarca      |  |  |       |  |  |                                            |  |  |                                 |  |
|                                       |                            | Dorothea di Danimarca          | Cristiano III di Danimarca      |  |  |       |  |  |                                            |  |  |                                 |  |
|                                       |                            | Dorothea di Danimarca          | Dorotea di Sassonia-Lauenburg   |  |  |       |  |  |                                            |  |  |                                 |  |
| Ernesto Augusto di Brunswick-Lüneburg |                            | Dorothea di Danimarca          |                                 |  |  |       |  |  |                                            |  |  |                                 |  |
|                                       |                            | Luigi V d'Assia-Darmstadt      | Giorgio I d'Assia-Darmstadt     |  |  |       |  |  |                                            |  |  |                                 |  |
|                                       |                            | Luigi V d'Assia-Darmstadt      | Giorgio I d'Assia-Darmstadt     |  |  |       |  |  |                                            |  |  |                                 |  |
|                                       |                            | Luigi V d'Assia-Darmstadt      | Maddalena di Lippe              |  |  |       |  |  |                                            |  |  |                                 |  |
| Anna Eleonora di Assia-Darmstadt      |                            | Luigi V d'Assia-Darmstadt      |                                 |  |  |       |  |  |                                            |  |  |                                 |  |
|                                       |                            | Maddalena di Brandeburgo       | Giovanni Giorgio di Brandeburgo |  |  |       |  |  |                                            |  |  |                                 |  |
|                                       |                            | Maddalena di Brandeburgo       | Giovanni Giorgio di Brandeburgo |  |  |       |  |  |                                            |  |  |                                 |  |
|                                       |                            | Maddalena di Brandeburgo       | Elisabetta di Anhalt-Zerbst     |  |  |       |  |  |                                            |  |  |                                 |  |
| Ernesto Augusto II di Hannover        |                            | Maddalena di Brandeburgo       |                                 |  |  |       |  |  |                                            |  |  |                                 |  |
|                                       | Federico IV del Palatinato | Luigi VI del Palatinato        |                                 |  |  |       |  |  |                                            |  |  |                                 |  |
|                                       | Federico IV del Palatinato | Luigi VI del Palatinato        |                                 |  |  |       |  |  |                                            |  |  |                                 |  |
|                                       | Federico IV del Palatinato | Elisabetta d'Assia             |                                 |  |  |       |  |  |                                            |  |  |                                 |  |
| Federico V del Palatinato             | Federico IV del Palatinato |                                |                                 |  |  |       |  |  |                                            |  |  |                                 |  |
|                                       |                            | Luisa Giuliana d'Orange-Nassau | Guglielmo I d'Orange            |  |  |       |  |  |                                            |  |  |                                 |  |
|                                       |                            | Luisa Giuliana d'Orange-Nassau | Guglielmo I d'Orange            |  |  |       |  |  |                                            |  |  |                                 |  |
|                                       |                            | Luisa Giuliana d'Orange-Nassau | Carlotta di Borbone-Montpensier |  |  |       |  |  |                                            |  |  |                                 |  |
| Sofia del Palatinato                  |                            | Luisa Giuliana d'Orange-Nassau |                                 |  |  |       |  |  |                                            |  |  |                                 |  |
|                                       |                            | Giacomo I d'Inghilterra        | Enrico Stuart, Lord Darnley     |  |  |       |  |  |                                            |  |  |                                 |  |
|                                       |                            | Giacomo I d'Inghilterra        | Enrico Stuart, Lord Darnley     |  |  |       |  |  |                                            |  |  |                                 |  |
|                                       |                            | Giacomo I d'Inghilterra        | Maria Stuart                    |  |  |       |  |  |                                            |  |  |                                 |  |
| Elisabetta Stuart                     |                            | Giacomo I d'Inghilterra        |                                 |  |  |       |  |  |                                            |  |  |                                 |  |
|                                       |                            | Anna di Danimarca              | Federico II di Danimarca        |  |  |       |  |  |                                            |  |  |                                 |  |
|                                       |                            | Anna di Danimarca              | Federico II di Danimarca        |  |  |       |  |  |                                            |  |  |                                 |  |
|                                       |                            | Anna di Danimarca              | Sofia di Meclemburgo-Güstrow    |  |  |       |  |  |                                            |  |  |                                 |  |
|                                       |                            | Anna di Danimarca              |                                 |  |  |       |  |  |                                            |  |  |                                 |  |